# Rusostigma tokyonis
Rusostigma tokyonis là một loài côn trùng cánh nửa trong họ Aleyrodidae, phân họ Aleyrodinae.
Rusostigma tokyonis được Kuwana miêu tả khoa học đầu tiên năm 1911.